# Trichopagurus trichophthalmus
Trichopagurus trichophthalmus is een tienpotigensoort uit de familie van de Paguridae. De wetenschappelijke naam van de soort is voor het eerst geldig gepubliceerd in 1954 door Forest.